# Черепанова, Лариса Павловна
Лариса Павловна Черепанова (р. 11 июня 1987 года) — российская дзюдоистка, чемпионка и призёр чемпионатов России, мастер спорта России.

## Биография
Спортом начала заниматься с 4 лет. Занималась художественной гимнастикой, в 13 лет пришла в дзюдо. Выигрывала призы на различных соревнованиях. В 16 лет уехала в Ульяновск к тренеру Парсаеву Г. А. Там начались серьёзные тренировки и сборы. В 18 лет заняла 2 место на первенстве России (Брянск, 2006). В том же году вышла замуж. В 2007 году родился первый сын. В 2013 году получила серьёзную травму позвоночника (компрессионный перелом), после чего поменяла весовую категорию. В 2016 году родила второго сына.
По собственному признанию:
Я не ставила перед собой цели, я не занималась профессионально этим спортом, но спустя некоторое время, приняв участие на соревнованиях, мне это понравилось. Я выигрывала, занимать призовые места. Втянулась, естественно. Естественно, мне это понравилось. И потом, я уже начала себе ставить цели более высокие.
Женское дзюдо оно больше, мне кажется, построено на интуиции, а не на какой-то тактике. Потому что борьба сильно отличается. И скорость реакции мышечной тоже. Там где может мужчина среагировать, то девушка может ещё раз тормозить.

## Спортивные результаты
- Первенство Европы по дзюдо среди юниоров 2006 года — ;
- Турнир «Дзюдо за мир», Шарм-эш-Шейх, 2009 года — ;
- Этап Кубка Европы 2012 года — ;
- Мемориал Владимира Гулидова 2012 года — ;
- Чемпионат России по дзюдо 2010 года — ;
- Чемпионат России по дзюдо 2011 года — ;
- Чемпионат России по дзюдо 2012 года — ;
- Чемпионат России по дзюдо 2014 года — .